# 相良村立相良北小学校

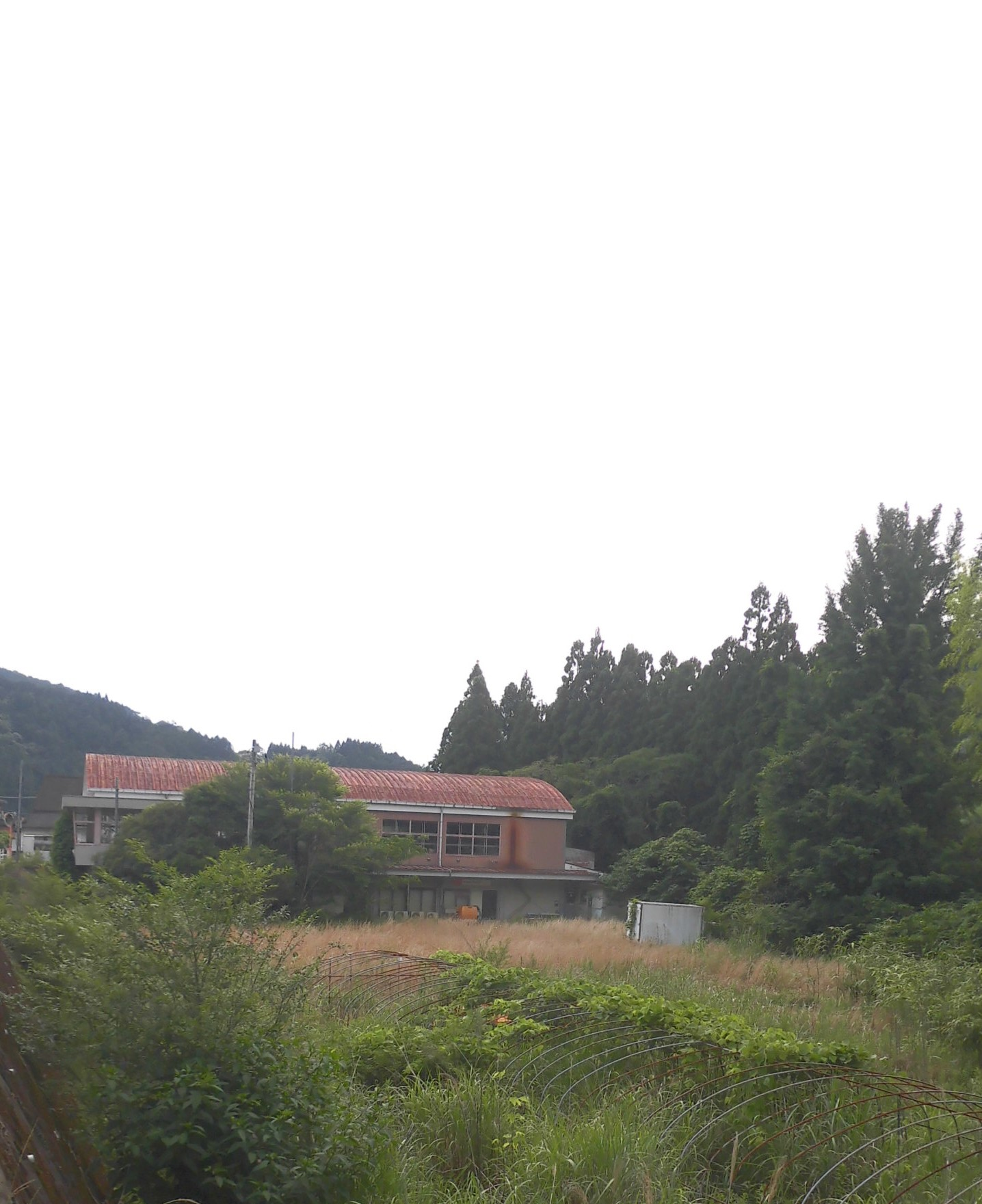
旧校地

相良村立相良北小学校（さがらそんりつ さがらきたしょうがっこう）は、熊本県球磨郡相良村四浦東にある公立の小学校。

## 概要
歴史
1875年（明治8年）に「田代小学校」として創立。現校名になったのは1956年（昭和31年）。2025年（令和7年）に創立150年を迎えた。
学校教育目標
「心豊かに、体たくましく」
校章
中央に校名の「北」の文字を配している。
校歌
歌詞は2番まであり、両番の歌詞中に校名の「相良北小」が登場する。
通学区域
相良村のうち、「四浦」。中学校区は相良村立相良中学校。

## 沿革
- 1875年（明治8年）1月 - 「田代小学校」として創立。
- 1882年（明治15年）7月 - 落雷による火災で校舎を焼失。
- 1883年（明治16年）5月 - 木造新校舎が完成（復旧）。
- 1888年（明治21年）4月 - 小学校令施行により、尋常科（4年制）を設置の上、「尋常四浦小学校」に改称。
- 1889年（明治22年）4月1日 - 町村制により、球磨郡3村（柳瀬・深水・川辺）が合併し、「川村」が発足。
- 1892年（明治25年）- 「四浦尋常小学校」（尋常科4年）に改称。
- 1895年（明治28年）7月 - 暴風により校舎が倒壊。
- 1896年（明治29年）3月 - 木造新校舎が完成（復旧）。字野原に分教場を開設。
- 1904年（明治37年）4月 - 高等科（2年制）を併置の上、「四浦尋常高等小学校」（尋常科4年・高等科2年）に改称。
- 1908年（明治41年）4月 - 改正小学校令により、尋常科（義務教育年限）が4年制から6年制に改められる。従来の高等科1・2年を尋常科5・6年に改めたことにより、高等科が廃止されたため、「四浦尋常小学校」に改称（尋常科6年）。
- 1915年（大正4年）4月 - 高等科（2年制）を併置の上、「四浦尋常高等小学校」（尋常科6年・高等科2年）に改称。
- 1920年（大正9年）- 木造校舎を新築し移転を完了。
- 1941年（昭和16年）4月1日 - 国民学校令施行により、「四浦村四浦国民学校」と改称。尋常科を初等科に改める。
- 1947年（昭和22年）- 学制改革が行われる（六・三制の実施）。
  - 4月1日 - 国民学校初等科は、新制小学校「四浦村立四浦小学校」と改称。
  - 4月 - 国民学校高等科は青年学校普通科とともに、新制中学校「四浦村立四浦中学校」に改組・改称し、小学校に併設される。
- 1956年（昭和31年）9月1日 - 2村（川・四浦）合併により、「相良村」が発足。「相良村立相良北小学校」（現校名）に改称。
- 1961年（昭和36年）4月1日 - 野原分校が分離の上、相良市立野原小学校として独立。
- 1973年（昭和48年）3月 - 体育館が完成[1]。
- 1975年（昭和50年）11月 - 創立100周年記念式典を挙行[1]。
- 1994年（平成6年）4月1日 - 相良村立野原小学校を統合。
- 2002年（平成14年）3月 - 3年生児童が制作した「お茶からながめるふるさと四浦」が第8回マイタウンマップコンクールで農林水産大臣賞を受賞[1]。
- 2003年（平成15年）7月 - 旧・相良村立相良北中学校運動場敷地に、新校舎が完成[1]。
  - 旧・所在地（相良北小学校）- 熊本県球磨郡相良村四浦東3212番地（北緯32度18分30.0秒 東経130度50分52.9秒 / 北緯32.308333度 東経130.848028度）
  - 現・所在地（相良北小学校）- 熊本県球磨郡相良村四浦東2449番地（北緯32度18分08.6秒 東経130度50分33.7秒 / 北緯32.302389度 東経130.842694度）
- 2025年（令和7年）11月1日 - 創立150周年記念式典を挙行（予定）[2]。

旧・野原小学校
- 1896年（明治29年）4月 - 「四浦尋常小学校 野原分教場」が設置される。
- 1904年（明治37年）4月 - 「四浦尋常高等小学校 野原分教場」に改称。
- 1908年（明治41年）4月 - 「四浦尋常小学校 野原分教場」に改称。
- 1915年（大正4年）4月 - 「四浦尋常高等小学校 野原分教場」に改称。
- 1941年（昭和16年）4月1日 - 国民学校令施行により、「四浦村四浦国民学校 野原分教場」に改称。
- 1947年（昭和22年）4月1日 - 学制改革（六・三制の実施）により、新制小学校「四浦村立四浦小学校 野原分校」に改称。
- 1956年（昭和31年）9月1日 - 2村合併により、「相良村立相良北小学校 野原分校」に改称。
- 1961年（昭和36年）4月1日 - 相良北小学校より分離し、「相良村立野原小学校」（最終名）として独立。
- 1994年（平成6年）3月31日 - 相良村立相良北小学校への統合により閉校。98年の歴史に幕を下ろした。
  - 川辺川ダムの建設によって校地および周辺地域が水没する予定になっていたために閉校。周辺住民の移転も進み、校地の校舎等は解体されて盛り土がされている。
  - なお、閉校記念碑等は水没予定地外の「上四浦地区集落センター」に移転している。
  - 最終所在地（野原小学校）- 熊本県球磨郡相良村四浦4285番地（北緯32度21分03.4秒 東経130度50分37.2秒 / 北緯32.350944度 東経130.843667度）
  - 記念碑等の移転場所（上四浦地区集落センター）- 熊本県球磨郡相良村四浦西4449番地25（北緯32度20分29.5秒 東経130度50分11.5秒 / 北緯32.341528度 東経130.836528度）

## 交通アクセス
最寄りのバス停留所
- 九州産交バス 「相良北小学校前」停留所

最寄りの幹線道路
- 国道445号
- 熊本県道162号相良人吉線

## 周辺
- 相良村 学校給食共同調理場
- 旧・相良村立相良北中学校校舎（閉校後しばらくは相良村生涯学習センターとして使用されていたが、現在は閉鎖されている。）
- 四浦郵便局
- 四浦阿蘇神社
- 川辺川